# Варна – Кавказ
Фериботната линия „Варна – Кавказ“ е железопътна фериботна връзка между черноморските пристанища „Варна“ и „Кавказ“, Краснодарски край, Русия.
Линията се оперира от Фериботен комплекс Варна, който е единствено по рода си транспортно съоръжение в Европейския съюз, позволяващо превоз с руски вагони без претоварване, чрез смяна на колоосите от стандартно европейско (1435 mm) към руско (1520 mm) междурелсие.
Фериботът Варна – порт Кавказ скъсява разстоянието между България и Русия с 800 km и намалява с 40% срока на доставките при средно транзитно време 36 часа.

## История
Фериботната линия е един от четирите големи проекта, договорени при срещата на Владимир Путин и Георги Първанов през 2008 г. На 3 март 2009 г. в присъствието на министъра на транспорта Петър Мутафчиев е открита новата железопътна фериботна линия порт Кавказ (Русия) – Варна (България), на която работи ферибот „Авангард“ (проект CNF06) с вместимост 45 условни вагона. Проектът е реализиран със съдействието на Изпълнителна агенция „Железопътна администрация“ и нейният изпълнителен директор Симеон Ананиев.
През есента на 2010 г. на тази линия излиза втори ферибот – „Славянин“ (проект CNF09, вместимост 50 вагона).

## Превози
От Русия в България по фериботната железопътна линия се возят сгъстен газ, нефтопродукти, технически масла, стъкло и химически продукти. Всичко това постъпва в порта по железен път. От България пристигат сборни товари и стоки за масово потребление.
Докато през 2008 г. превозите през Фериботен комплекс Варна са били едва 30 хиляди тона, през 2014 г., независимо от икономическата криза и санкциите, товаропотокът е вече 180 хиляди тона, като Варна – Кавказ съставлява 80% от целия трафик през комплекса..

## Флот
- кораб „Авангард“ (Русия), вместимост 40 условни вагона[6]
- кораб „Славянин“ (Русия), вместимост 45 условни вагона[6]
- кораб „Варна“ (България), капацитета на ферибота е 42 стандартни вагона, или 51 цистерни на главна палуба и 24 тежкотоварни автомобила на долна палуба[7]